# Cantone di Besançon-Est
Il Cantone di Besançon-Est era una divisione amministrativa dell'arrondissement di Besançon.
A seguito della riforma approvata con decreto del 25 febbraio 2014, che ha avuto attuazione dopo le elezioni dipartimentali del 2015, è stato soppresso.

## Composizione
Comprende parte della città di Besançon e i comuni di:
- Chalèze
- Chalezeule